# Kočí

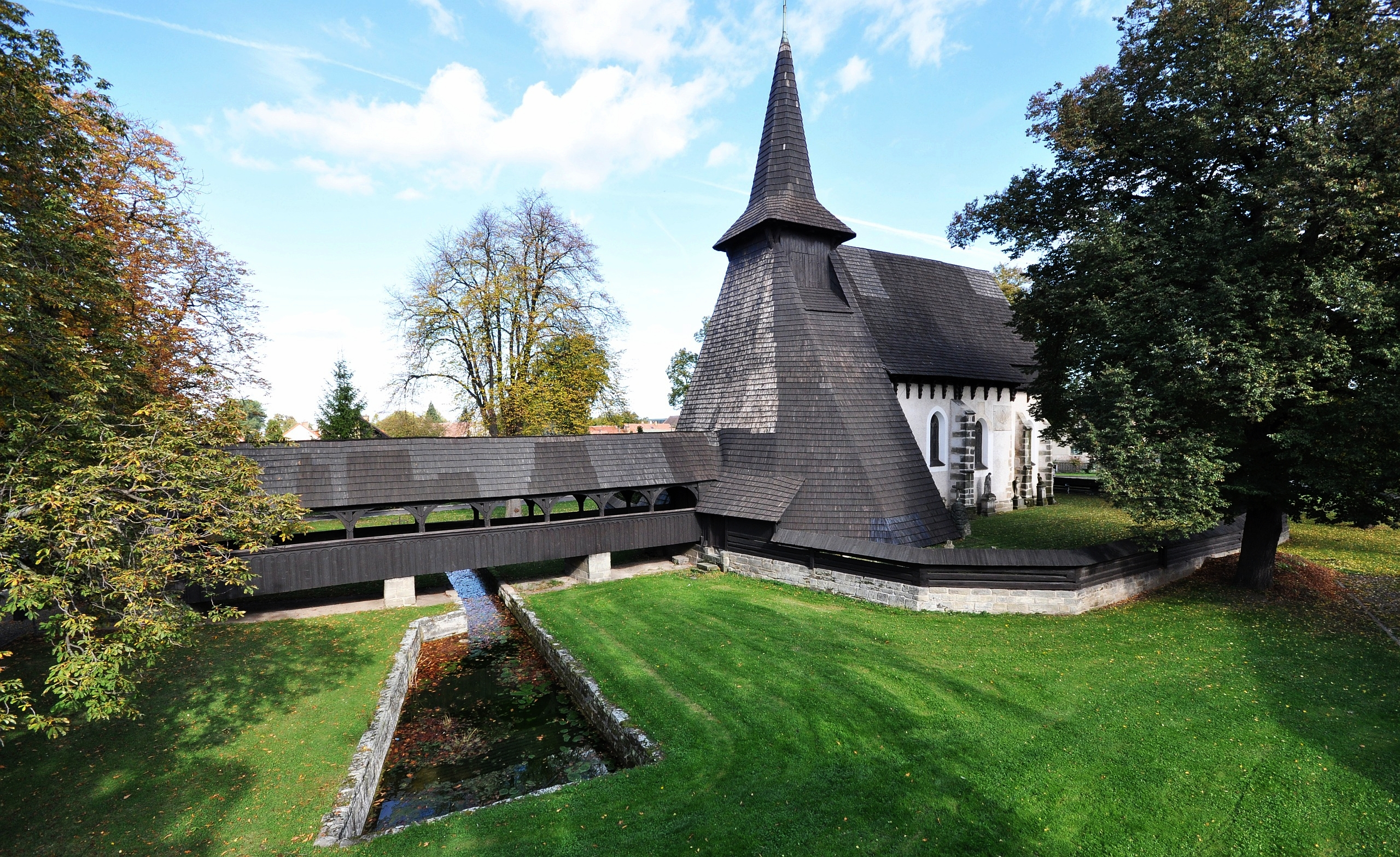
Kirche St. Bartholomäus

Kočí (deutsch Kotschy, 1939–45 Kotschi) ist eine Gemeinde im Okres Chrudim in Tschechien. Sie liegt drei Kilometer östlich von Chrudim.

## Geographie
Kočí befindet sich auf der Hrochotýnecká tabule (Hrochow-Teinitzer Tafel) am Bach Kočský potok. Am nördlichen Ortsrand verläuft die Staatsstraße I/17 zwischen Chrudim und Hrochův Týnec.
Nachbarorte sind Habrov, Tuněchody, Úhřetice und Vejvanovice im Norden, Dolní Bezděkov und Hrochův Týnec im Nordosten, Turyň und Nabočany im Osten, Honbice und Libanice im Südosten, Zaječice und Tři Bubny im Süden, Vlčnov und V Lindách im Südwesten, Chrudim im Westen sowie Na Pumberkách, Májov, Vestec und Topol im Nordwesten.

## Geschichte
Erstmals schriftlich erwähnt wurde Kočí im Jahr 1399. Die Kirche wurde 1397 durch die Ehefrau König Wenzels IV., Sophie von Bayern gestiftet.
Im Jahre 1835 bestand das im Chrudimer Kreis an der Hohenmauther Chaussee gelegene Dorf Kotschy bzw. Kočj aus 93 Häusern, in denen 641 Personen lebten. Im Ort gab die Filialkirche St. Bartholomäus. Pfarrort war Chrudim. Bis zur Mitte des 19. Jahrhunderts blieb Kotschy der königlichen Kreis- und Leibgedingstadt Chrudim untertänig.
Nach der Aufhebung der Patrimonialherrschaften bildete Kotčí ab 1849 eine Gemeinde im Gerichtsbezirk Chrudim. Ab 1868 gehörte die Gemeinde zum politischen Bezirk Chrudim. 1964 erfolgte der Zusammenschluss der Gemeinden Kočí und Topol zu einer Gemeinde Kočí-Topol. Mit Beginn des Jahres 1990 löste sich die Gemeinde Kočí-Topol auf; Kočí bildete eigene Gemeinde, Topol wurde nach Chrudim eingemeindet.

## Sehenswürdigkeiten
- Die gotische St.-Bartholomäus-Kirche wurde im 14. Jahrhundert errichtet. Sie enthält bedeutende mittelalterliche Wandmalereien und ist ein Nationales Kulturdenkmal. Der Zugang erfolgt über eine Holzbrücke
- Feuerwehrmuseum